# Rolls-Royce Phantom VIII
La Rolls-Royce Phantom VIII è un'autovettura prodotta dalla casa automobilistica britannica Rolls-Royce Motor Cars a partire dal 2017 e assemblata nello stabilimento di Goodwood nel West Sussex in Inghilterra.

## Contesto

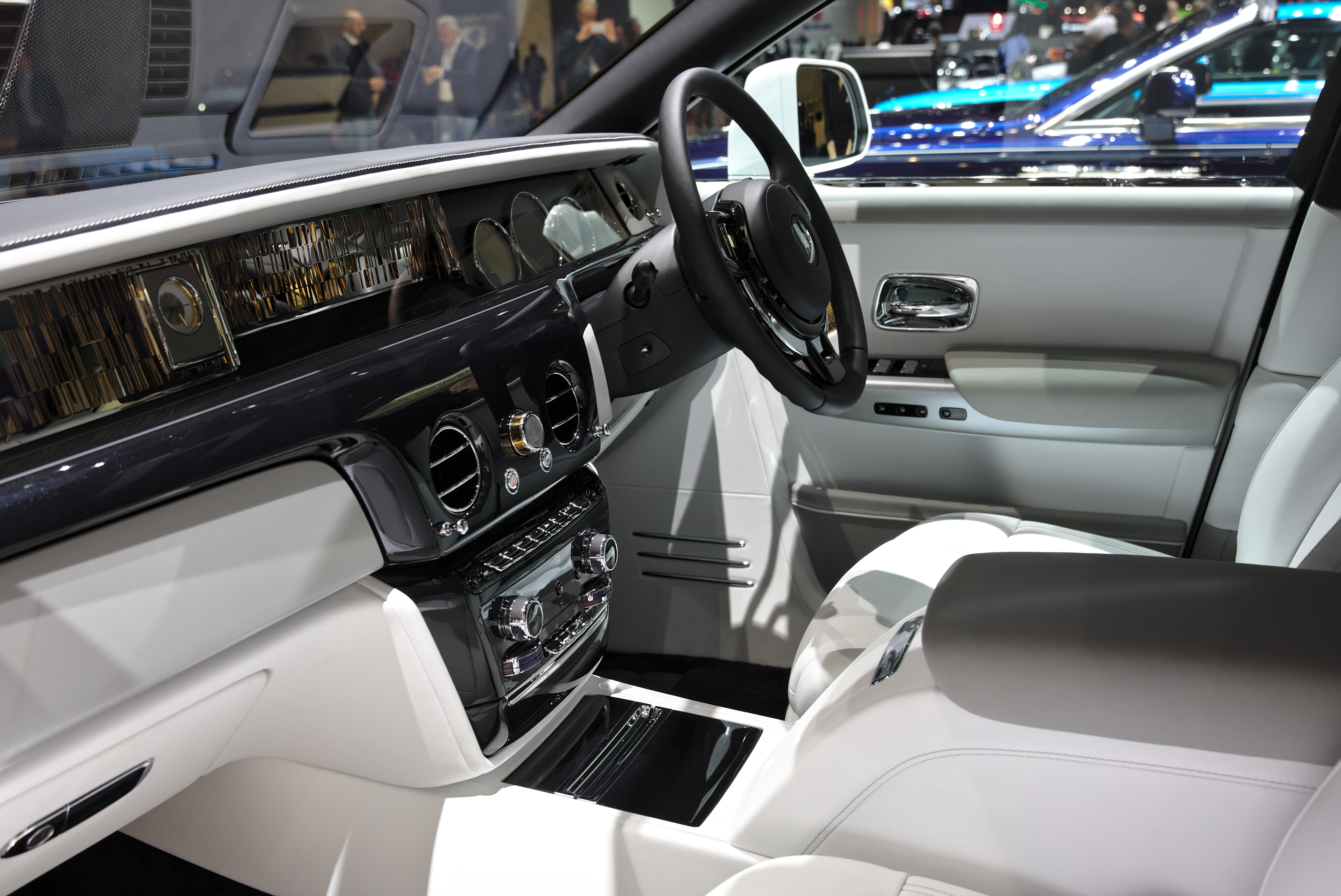
Vista degli interni

La Phantom VIII sostituisce la precedente Phantom, assumendo il ruolo di ammiraglia della casa di Goodwood; la Phantom VII infatti era rimasta in produzione per più di 15 anni.
La vettura è disponibile in due configurazioni: SWB (Standard Wheel Base, versione con passo standard) e EWB (Extended Wheel Base, versione con passo allungato). La Phantom VIII si contraddistingue dalla precedente generazione per molti dettagli estetici: nel frontale dotato di una nuova griglia, posizionata più in alto e integrata all'interno della carrozzeria e non più in rilievo, la quale procede verso il basso sino a integrare l'alloggiamento della targa con nuovi gruppi ottici, di forma differente e a matrice di LED. Esternamente sono state modificate le giunzioni degli elementi della carrozzeria e della scocca, eliminando la presenza di giunti visibili. In taglio laterale la linea rimane pressoché invariata, mantenendo l'apertura della portiera posteriore controvento. Per quanto riguarda la parte posteriore cambiano l'alloggiamento della targa e i gruppi ottici, anch'essi a matrice di LED.
Per gli interni, le modifiche sono altrettanto sostanziali. Nell'abitacolo della Phantom VIII è presente la cosiddetta Gallery, collocata nella parte superiore della plancia, al di sopra del pannello in radica davanti al sedile del passeggero e protetta da una lastra di vetro, che prosegue lungo tutta la plancia fino a inglobare il contagiri e il cruscotto. La nuova plancia varia nel design per la suddivisione degli spazi fra la Gallery, contenente il navigatore e l'orologio analogico e il pannello sottostante, che ospita il bauletto e i pulsanti per la regolazione della climatizzazione e la radio digitale.
La parte posteriore, come quella anteriore, è caratterizzata da nuovi sedili con funzione massaggio, ventilazione e riscaldamento, dall'inserimento di un nuovo tunnel centrale e nuovi braccioli, ispirati agli yacht a vela J-Class e da nuovi pannelli delle portiere, disponibili in pelle o in radica.

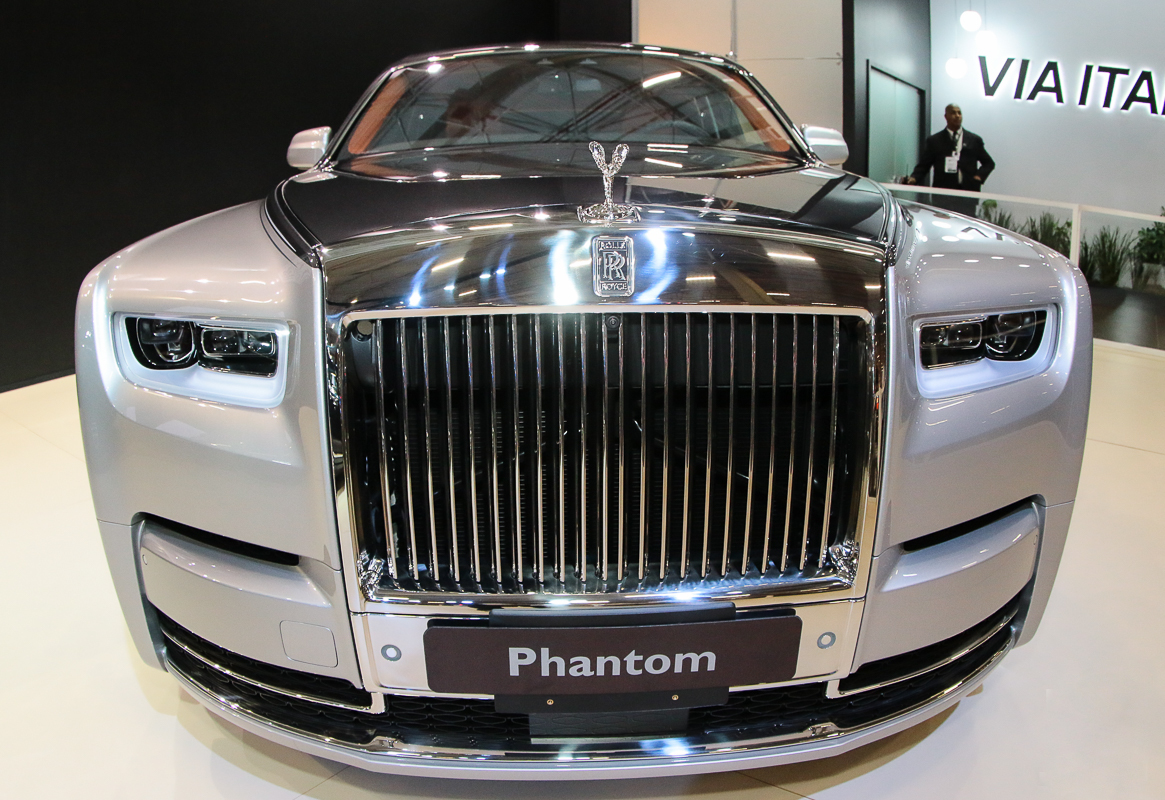
Dettaglio del frontale

## Caratteristiche tecniche

### Motore, trasmissione e cambio
La Phantom VIII adotta un motore derivato dal BMW N74 ma costruito esclusivamente per la Phantom, il quale mantiene sempre la cilindrata di 6,75 litri con architettura 12 cilindri a V. A dispetto del precedente motore che era aspirato, la novità principale nel nuovo propulsore sta nell'aggiunta di una sovralimentazione ottenuta mediante due turbocompressori, che sviluppa una potenza di 571 cavalli a 5000 giri/min e 900 Nm di coppia a 1700 giri/min, abbinato a un sistema di trasmissione a guida satellitare (SAT) e a un cambio ZF a 8 velocità, in grado di spingere la berlina fino alla velocità di 250 km/h (autolimitati). 

### Telaio
La piattaforma della Phantom VIII, denominata Architecture of Luxury, è stata sviluppata esclusivamente per questo modello assieme ad altre componenti quali sospensioni e ammortizzatori. Questa piattaforma è condivisa con il SUV Rolls-Royce Cullinan, con il quale condivide anche il motore 6,75 litri da 571 CV.

### Innovazioni tecnologiche
La Phantom VIII porta al debutto nuovi sistemi di aiuti alla guida condivise con la BMW Serie 7 tra cui:
- Vista elicottero: una vista aerea completa della vettura in movimento, che permette di visualizzare la vettura sia da ferma sia in movimento dallo schermo del navigatore touch screen posto al centro della plancia, in caso di parcheggio o di percorsi molto stretti;
- Assistente di vigilanza: un assistente alla guida che permette di stabilire lo stato del guidatore e di intervenire in caso di necessità grazie a 4 telecamere esterne con visione notturna Night Vision;
- Controllo automatico della velocità di crociera, con segnalazione di attraversamento di pedoni e avviso di collisione;
- Avviso di traffico incrociato posteriore (RCTA): un sistema di sensori che rilevano il traffico ed eventuali ostacoli in retromarcia.[2]

## Personalizzazione
Fra le personalizzazioni inerenti pellami, radiche e tessuti, c'è lo Starlight Headliner ovvero il cielo stellato riprodotto sul tettuccio interno del veicolo: si può ordinare un cielo stellato rappresentante una costellazione o un disegno a piacere, o lo stesso logo della Rolls-Royce. L'assemblaggio della maggior parte delle componenti della carrozzeria e degli interni è completato interamente a mano.
All'esterno, oltre alla coachline, è possibile personalizzare anche la verniciatura della macchina, realizzando un colore su campione. È anche possibile ordinare lo Spirit Of Ecstasy, la dama alata simbolo di Rolls-Royce posto all'apice della griglia frontale, in metallo, argento, oro a 24 carati, platino e cristallo.